# Прискорювач-рекуператор
Прискорювач-рекуператор (від лат. recuperator - той, що отримує назад, повертає) (англ. ERL, energy-recovery linac) — резонансний лінійний прискорювач, у якому пучок електронів проходить прискорювальну структуру двічі: спершу прискорюючись, а потім, зробивши оберт по магнітній доріжці і повернувшись у структуру в «неправильній фазі», сповільнюючись. Як наслідок, пучок віддає набуту енергію назад: відбувається рекуперація енергії.
У деяких прискорювачах-рекуператорах пучок може здійснювати не один, а кілька обертів, зокрема по різних магнітних доріжках, за принципом мікротрона.

## Застосування
В основному робочі і проєктовані прискорювачі-рекуператори застосовують для створення лазерів на вільних електронах. Також обговорюється використання рекуператорів для установок електронного охолодження іонних пучків високої енергії і для створення електрон-іонних колайдерів. Перевага прискорювача-рекуператора над синхротроном у можливості отримання надмалих емітансів.